# 托格森島
64°46′S 64°5′W / 64.767°S 64.083°W
托格森島（英語：Torgersen Island）是南極洲的島嶼，位於帕默群島的昂韋爾島西岸，處於利奇菲爾德島以東，在1955年由英國研究隊測量，現時由南極條約體系管理。